# 西瑞安
在英國作家托爾金的中土大陸裡，波羅莫一世之子西瑞安（Cirion）是第十二任剛鐸攝政王。
西瑞安生於第三紀元2449年，於第三紀元2489年繼承父位，西瑞安在當時年僅四十。
在他的統治期間，畢額丘斯人（Balchoth）向剛鐸發動襲擊，越過安都因河，進入卡蘭納宏地區，國內戰員緊絀，西瑞安未能撥出軍隊救援，他派遣多名使者向伊歐西歐德求援，只有博隆迪爾一人成功抵達伊歐西歐德的都城佛蘭斯堡，將求援訊息轉達給伊歐。
在這一年，西瑞安並沒有收到任何回音，西瑞安親率軍隊前往安諾瑞安（Anórien），阻止畢額丘斯人繼續在廣闊的草原上進軍。
剛鐸軍隊戰敗，渡過林萊河，退守凱勒布蘭特平原，半獸人亦從迷霧山脈出擊響應，從西面發動側攻，將剛鐸軍隊迫退到安都因河。當剛鐸軍隊已感到絕望的時候，伊歐西歐德的騎兵出其不意地出現在北方，擊敗敵軍。

## 西瑞安及伊歐的誓言
西瑞安是一位睿智的人類，他知道與伊歐西歐德締結盟約會有利於剛鐸。西瑞安向伊歐透露，他放棄管治卡蘭納宏，他返回米那斯提力斯後，秘密讓親信到安諾瑞安，清理出一條通往哈力費理安的道路。
三個月後，西瑞安及兒子哈拉斯（Hallas）、多爾安羅斯親王及兩名顧問抵達卡蘭納宏，會晤伊歐，他們一起到哈力費理安，向伊歐展示了他秘密興建供奉伊蘭迪爾的廟宇。在這裡，他透露他想將卡蘭納宏送給伊歐西歐德，以建立永久的友誼關係。伊歐接納了，發表伊歐誓言，成為第一任洛汗國王，西瑞安亦誓言會以無盡的友誼作為回報。這是除了伊蘭迪爾和吉爾加拉德組成最後同盟時曾發表誓言外，第一次出現這種誓言。
西瑞安於第三紀元2567年去世，其子哈拉斯繼其位。
| 先前 波羅莫一世 | 剛鐸攝政王 | 其後 哈拉斯 |